# Erkki Antila
Erkki Lauri Johannes Antila (* 14. Juli 1954 in Jurva; † 28. Oktober 2023) war ein finnischer Biathlet. Er gehörte in den Jahren um 1980 zur internationalen Weltspitze im Biathlonsport.
Erkki Antila startete für Jurvan Urheilijat. Bei den Juniorenweltmeisterschaften 1974 in Minsk gewann er im Sprint hinter Steffen Thierfelder die Silbermedaille und wurde mit der finnischen Staffel Weltmeister. Ein Jahr später gewann er gemeinsam mit Keijo Kuntola und Arto Sutinen in Antholz Staffel-Bronze. Zwischen 1977 und 1983 nahm er an allen Großereignissen der jeweiligen Jahre im Biathlonsport teil. Schon bei seiner ersten Teilnahme an den Biathlon-Weltmeisterschaften 1977 in Vingrom gewann er mit Raimo Seppänen, Simo Halonen und Heikki Ikola im Staffelrennen die Silbermedaille. Ein Jahr später war in Hochfilzen ein achter Rang im Einzel bestes Resultat. 1979 gewann er in Ruhpolding gemeinsam mit Halonen, Seppänen und Ikola erneut die silberne Staffelmedaille. Höhepunkt der Karriere wurden die Olympischen Winterspiele 1980 in Lake Placid. Antila wurde 12. des Sprints, Fünfter des Einzels und an der Seite von Keijo Kuntola, Kari Saarela und Raimo Seppänen Siebter mit der finnischen Staffel. Erfolgreichstes Jahr wurde 1981. Im heimischen Lahti gewann der Finne im Sprintrennen hinter Frank Ullrich die Silber-, im Einzel hinter seinem Landsmann Heikki Ikola und Ullrich die Bronzemedaille. 1982 verpasste er in Minsk im Einzel als Fünfter knapp eine weitere Medaille. Seine internationale Karriere beschloss Antila in Antholz bei den Weltmeisterschaften 1983, wo er mit der Staffel als Fünfter nochmals in die Nähe der Medaillenränge lief.
Antila war Vater des finnischen Biathleten Timo Antila und Cousin der Skilangläuferin Hilkka Riihivuori.